# Rubus idaeopsis
Rubus idaeopsis es una especie de planta del género Rubus, perteneciente a la familia Rosaceae.

## Taxonomía
Rubus idaeopsis fue descrita por Wilhelm Olbers Focke en 1911.

## Distribución
Se encuentra en el territorio centro-norte, centro-sur y sudeste de China, y también en el Tíbet.